# Ruschia subteres
Ruschia subteres är en isörtsväxtart som beskrevs av L. Bol. Ruschia subteres ingår i släktet Ruschia och familjen isörtsväxter. Inga underarter finns listade i Catalogue of Life.